# ديلان ستيفنسون
ديلان ستيفنسون (بالإنجليزية: Dylan Stevenson)‏ (17 فبراير 1997 في المملكة المتحدة - ) هو لاعب كرة قدم بريطاني في مركز الوسط. لعب مع بيرويك راينجرز وDalry Thistle F.C. ‏ ونادي غرينوك مورتون.

## وصلات خارجية
- ديلان ستيفنسون على موقع قاعدة بيانات كرة القدم.إي يو (الإنجليزية)
- ديلان ستيفنسون على موقع Soccerbase.com (لاعب) (الإنجليزية)